# Ophioderma divae
Ophioderma divae är en ormstjärneart som beskrevs av Tommasi 1971. Ophioderma divae ingår i släktet Ophioderma och familjen Ophiodermatidae. Inga underarter finns listade i Catalogue of Life.